# Almindingen
Almindingen ist ein Wald im Zentrum der dänischen Insel Bornholm. Mit ca. 3.800 ha handelt es sich um eines der größten Waldgebiete Dänemarks. Der Wald wurde in der ersten Hälfte des 19. Jahrhunderts angelegt. Vorher war hier allgemein zugängliches Weideland; daher der Name, der dem deutschen Allmende entspricht.
In Almindingen befinden sich einige der Bornholmer Sehenswürdigkeiten, wie zum Beispiel das Spalttal Ekkodalen, Bornholms höchster Berg Rytterknægten sowie die Burgen Gamleborg und Lilleborg.
Im Juni 2012 wurden in einem 200 Hektar großen umzäunten Gebiet von Almindingen, um das Svinemosen herum, sieben Wisente aus dem Białowieża-Nationalpark in Polen ausgesetzt. Es ist Teil des dänischen Naturschutz-Projektes zur Erhaltung der weltweit bedrohten Arten, zu denen die Wisente gerechnet werden (IUCN Rote Liste).
Mit der Auswilderung der Wisente und deren Verhaltensweisen, wie grasen, nagen an Baumrinden und trampeln, entsteht eine Dynamik unter den Pflanzen, Bäumen und Böden im Wald, die neue Lebensräume für Pflanzen, Tier- und Vogelarten schafft (so die Ortsbeschreibung im Eingangsbereich des Geländes). Inzwischen haben sich die Wisente auf 15 Tiere vermehrt (Stand 2018). 2018 beschloss die dänische Regierung, dass die Wisente dauerhaft auf Bornholm bleiben.

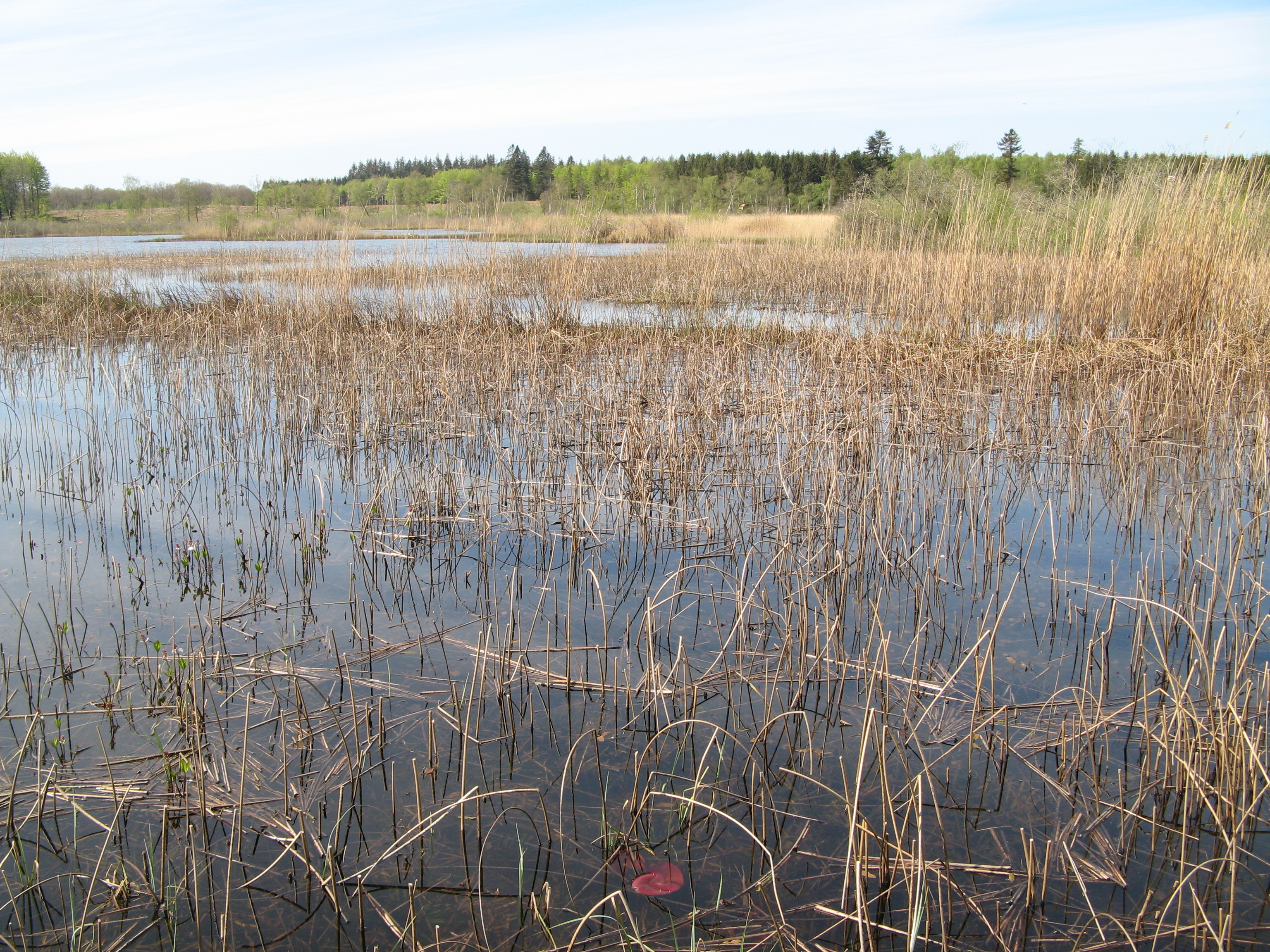
Almindingen Bastemose
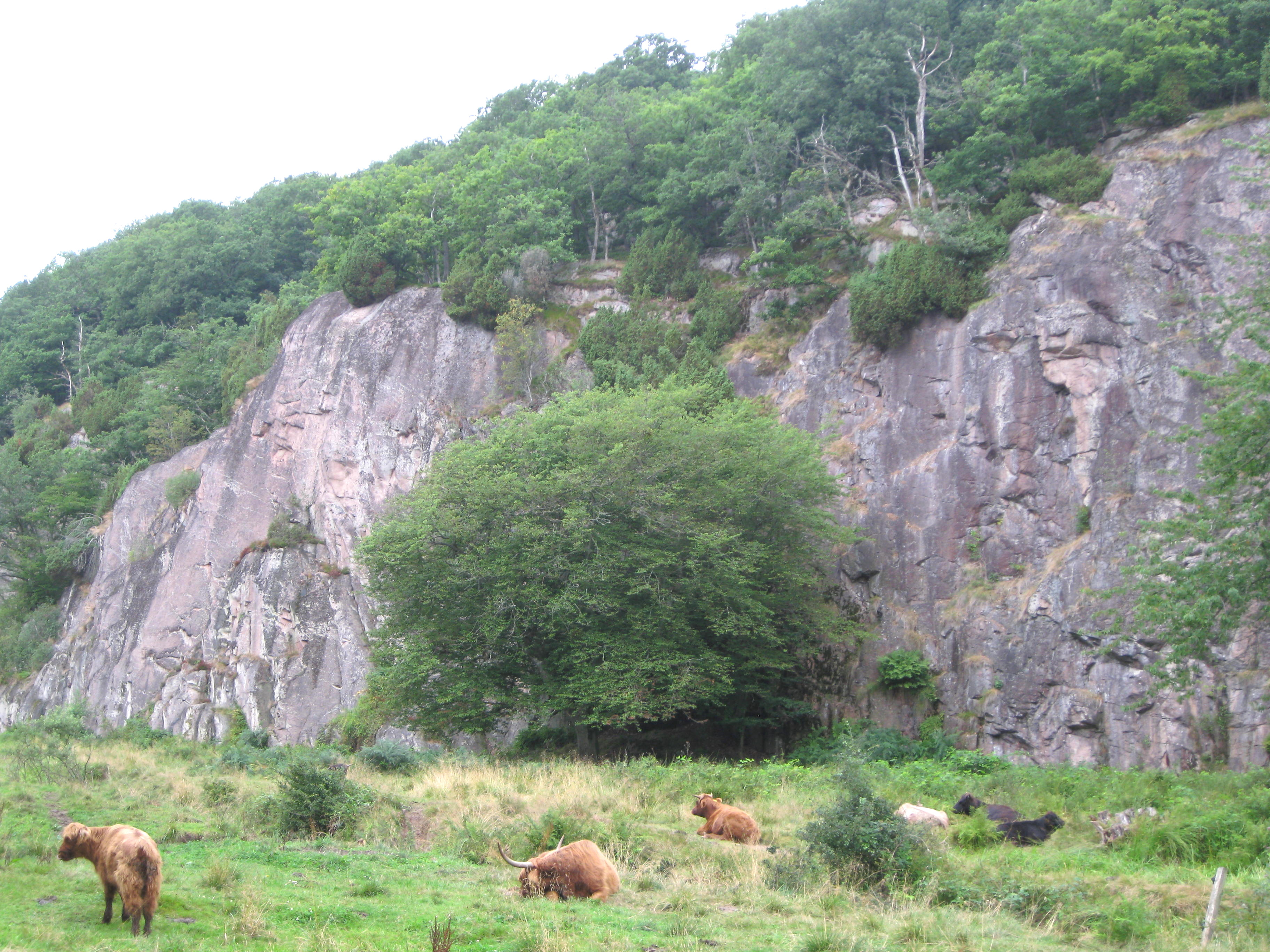
Ekkodalen
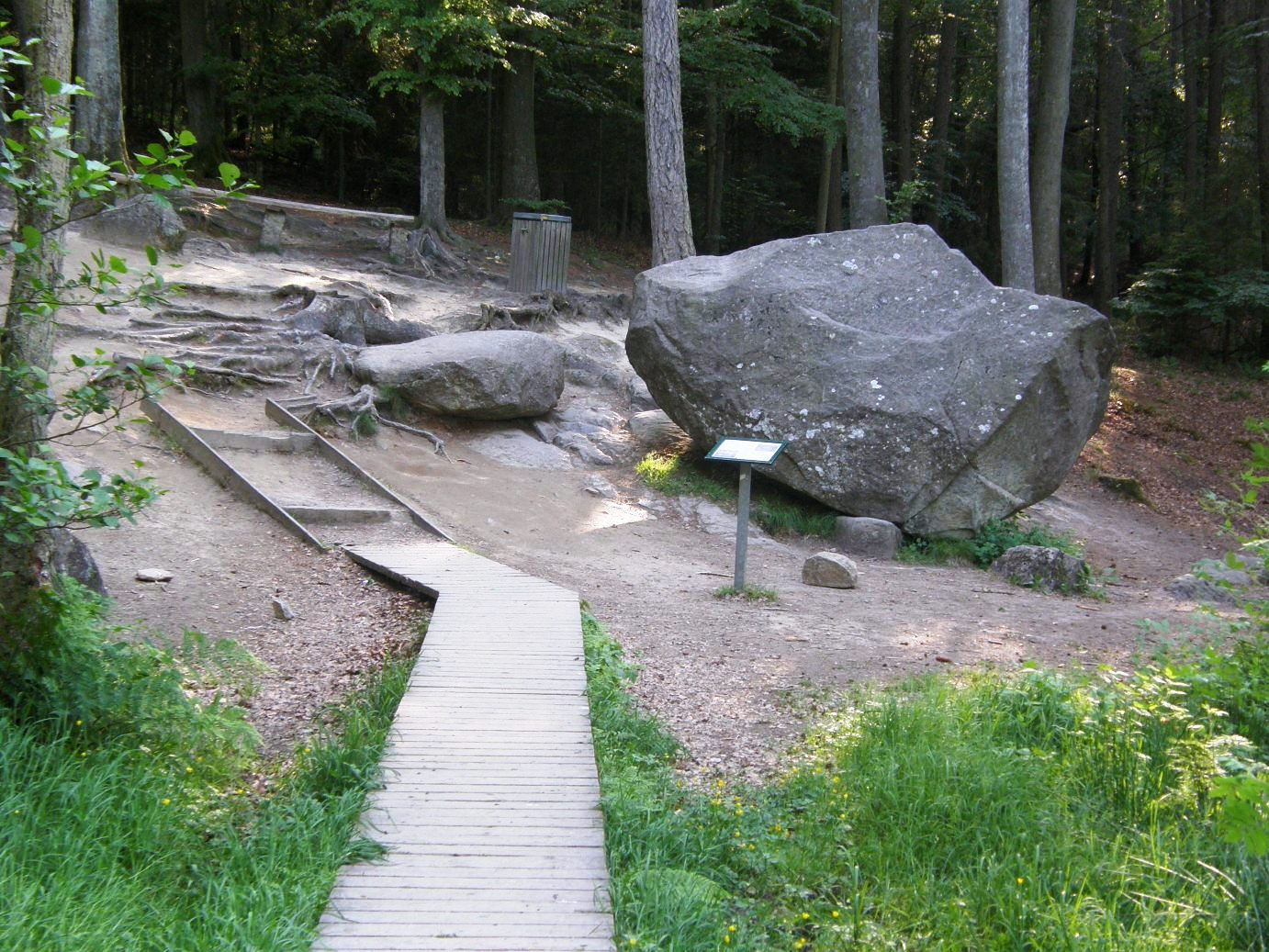
Wackelstein
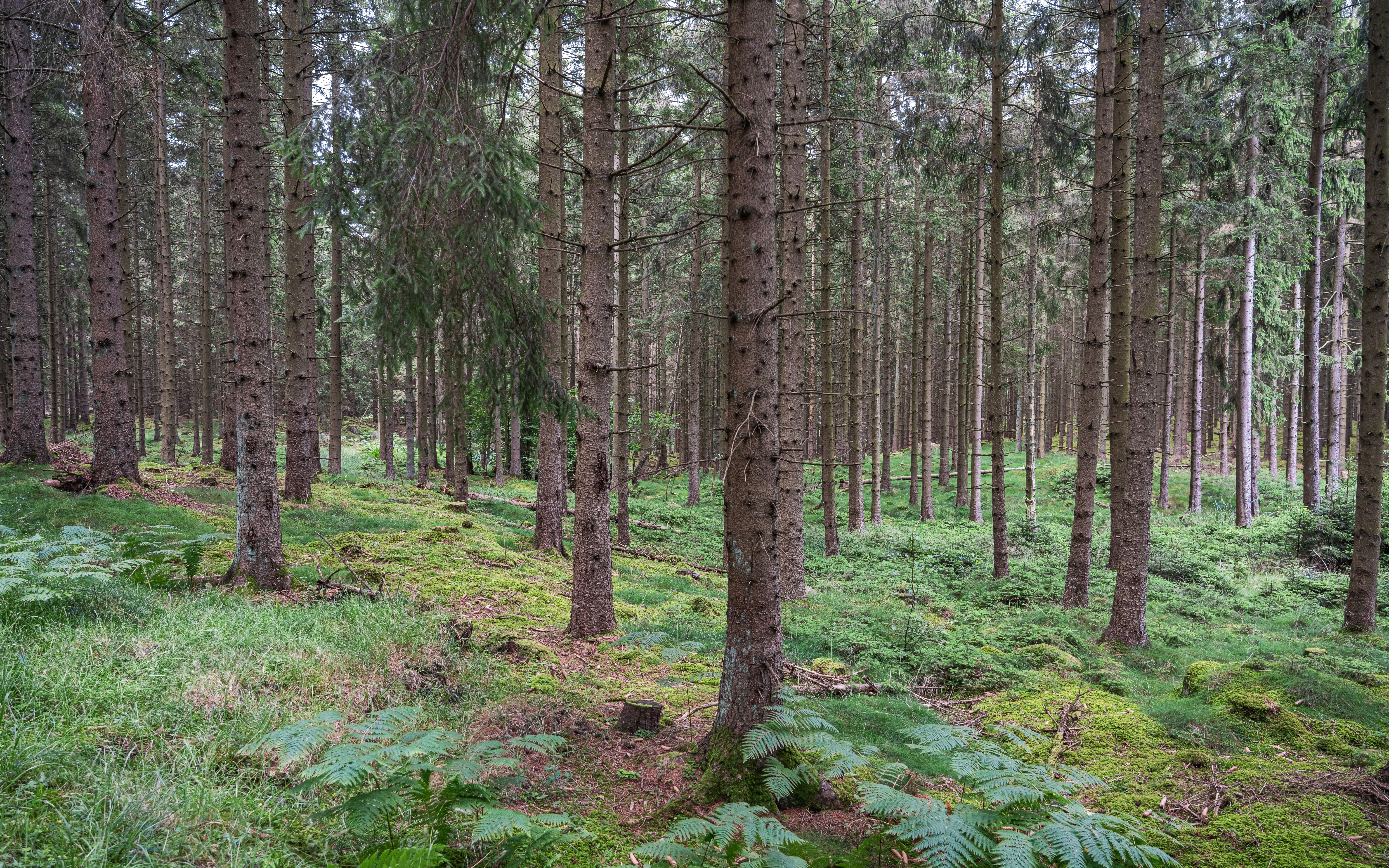
Fichtenbestand im Wald